# ضريح قيس وليلى (الهند)

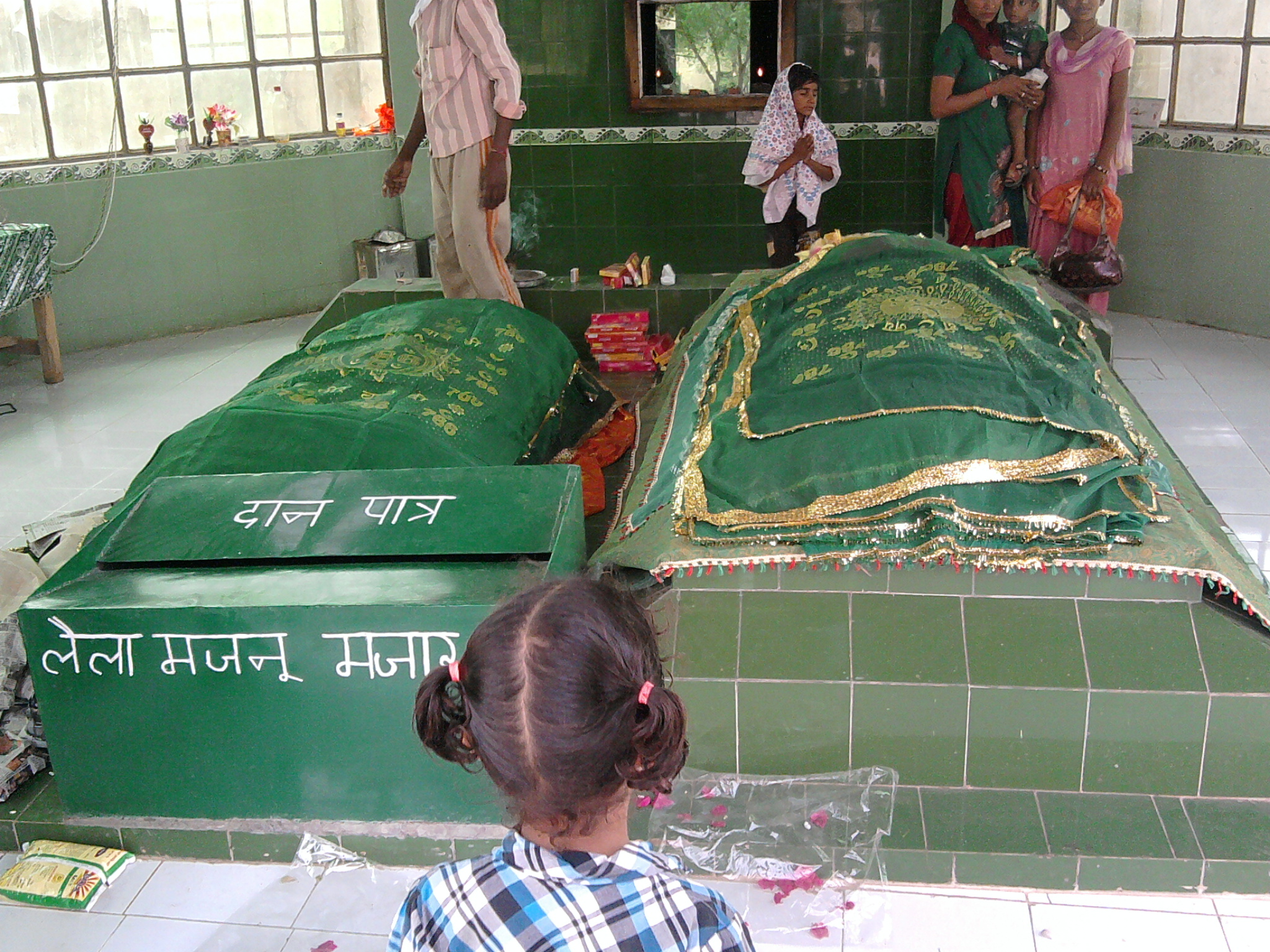

ضريح ليلى و المجنون يقع في مدينة انوبجرا في ولاية راجستان في الهند و وفقا إلى الاسطورة المحلية ان قيس بن الملوح و ليلى العامرية توفيا في هذا المكان لذلك يغشى هذا الضريح في شهر يونيو الالف من العشاق و المتزوجون الجدد.

## خلفية المزار
يعتقد معظم الناس في الهند ان هذا المزار للعاشقين المجنون و ليلى و طبقا لاعتقادهم ان ليلى و قيس كانا من السند و انهما هربا إلى هذا المكان فرار من قبضة أبو ليلى و اخاها الذان كانا يعارضان حبهما لكنهما ماتا في هذا المكان و دفنا معا فاصبح هذا المكان رمزا للحب بين الناس الذين ياتون طلبا في البركة من هذا الضريح.